# Ewian

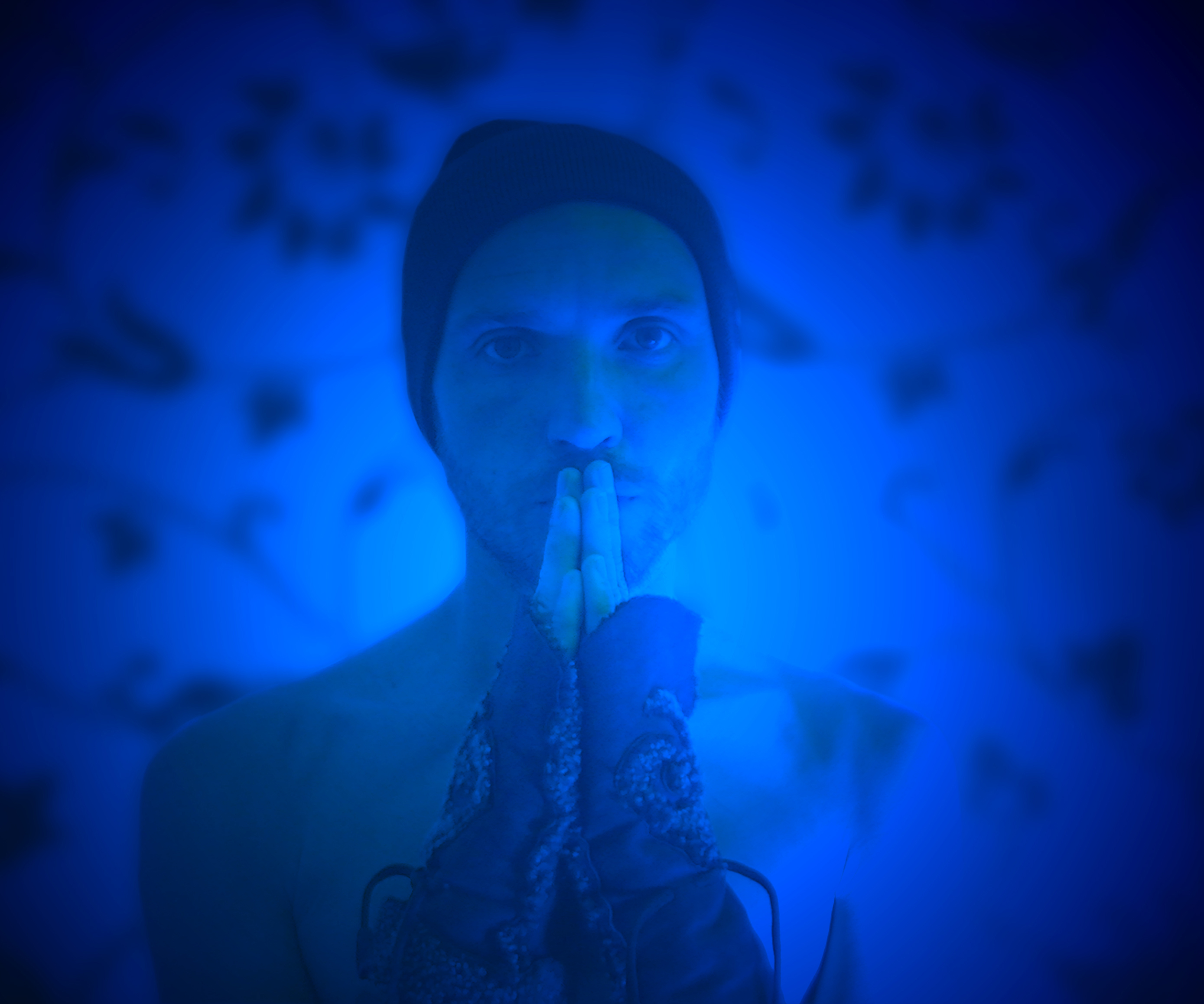
Ewian Christensen, Photoshooting für das Album Good Old Underground, 2014

Ewian ist ein deutsches Musikprojekt von Ewian Christensen.

## Bandgeschichte
2013 wurde die Debüt-EP We Will Never Grow Old veröffentlicht. Christensen ist verantwortlich für Gesang, Piano, Soundkomposition und Songwriting. Unterstützt wurde er von Benjamin Lachance, der ihm beratend und durch Studioaufnahmen (E-Gitarre) zur Seite stand. Im Oktober 2013 folgte die Single Voices In Your Head.
Das 2014 veröffentlichte Album Good Old Underground (Timezone Records) ist die erste auch als Audio-CD verfügbare Publikation. Es enthält zehn Songs, einige davon entstanden durch Zusammenarbeit mit internationalen Künstlern, so der chinesischstämmigen Elektro-Künstlerin Fifi Rong. Auch an diesem Album war Benjamin Lachance durch Studioaufnahmen und kompositorische Beratung beteiligt.
Stilistisch lässt sich Ewian den Genres Post-Rock, Alternative Rock, und Shoegazing zuordnen.  Ewian selbst bezeichnen ihren Stil als „Dream-Noise“.
Das Album Good Old Underground erntete international eine Reihe positiver Kritiken. Kritisiert wurde mitunter der stark „noisige“ Charakter und dass der Sound überladen sei.
Für das vierte Album Of Those Who Drown to Live hat Ewian Christensen insgesamt 12 Musikvideos gedreht und sich damit einen kleinen Traum erfüllt. Das Werk wird durch eine Videostory illustriert an der insgesamt drei Jahre lang gearbeitet wurde.

## Diskografie
- 2013: We Will Never Grow Old (EP, Rebeat Digital)
- 2013: Voices in Your Head (Single, Rebeat Digital)
- 2014: Good Old Underground (Album, Timezone Records)
- 2015: We Need Monsters (Album, Timezone Records)[15]
- 2017: Heart Crash Boom Bang (Album, Rebeat Digital)[16]
- 2018: Of Those Who Drown to Live (Album, Timezone Records)